# 立原久纲
立原久纲（1531年—1613年8月6日），日本战国时期尼子氏末期的重臣。
立原久纲是立原幸纲的次男，立原幸隆的弟弟。立原久纲的氏族和尼子氏相同，都是佐々木氏的庶流，原为信州伊那饭沼氏的一族。后来这一族定居于大原郡的立原，于是以此为姓。久纲的姐姐乃是尼子家的著名武将山中鹿之介幸盛（山中鹿介）的母亲。 
1560年，尼子氏当主尼子晴久於月山富田城病逝，由嫡长子尼子义久继承家督。这时候的毛利氏已对出云国开始进行侵略战争，毛利元就寝返了三刀屋久佑，加上永祿6年（1563年）毛利元就领军攻打白鹿城及尼子氏本城月山富田城。尼子義久於9月23日以弟弟尼子倫久為大將，率龜井秀綱等1萬餘部隊救援白鹿城，久纲雖然参加白鹿城救援军並立下了显赫军功，可是白鹿城最终还是失守。
白鹿城失守后，尼子氏的许多直臣接二连三地向毛利军投降，但是久纲依然和外甥山中鹿介、宇山久兼、秋上宗信和神西元通等人抗战到底。由于毛利军三番两次地猛攻月山富田城，最后尼子义久出城投降，尼子氏就此宣布灭亡。
主家灭亡后，尼子义久被毛利军幽禁，最后出家为僧。毛利军多次以2000贯的知行仕官劝诱久纲，但是他拒绝了毛利的请求并去了京都安居。在那里，他遇到了山中鹿介和秋上久家，才得知新宫党的遗孤孙四郎（尼子胜久）在京都出家。在三人的寻找和说服中，尼子胜久决定重建尼子氏。
永禄12年（1569年），立原久纲和其两人合作召集人马，趁毛利氏对九州侵攻的机会，尼子胜久、山中鹿介及立原久纲等人从岛根半岛登陆，攻击月山富田城并夺回了势力。当时的尼子军在军事上以鹿之介为中心，久纲则在副状发行等内政关联的事情方面居最重要的位置。
永祿12年9月（1569年），尼子再興軍於出雲美保關之役打敗隠岐為清後元氣大傷，久纲等人就将复兴的希望寄托在正向西国进军的霸王——织田信长的身上，信长在和久纲会面以后，赞叹他是“非同寻常的人物、好汉”，并且赐予貞宗太刀一把。让他们加入羽柴秀吉的军团，以上月城为根据地。
当毛利辉元和宇喜多氏联军合攻上月城的时候，立原久纲曾极力反对籠城，但最后还是参加了籠城战。最终，尼子复兴军在上月城彻底战败，遗孤尼子胜久自刃，山中鹿介被殺，久纲被吉川元春所捕。后来久纲逃脱，出家为僧，法号珠榮，在阿波国渭津出仕蜂须贺氏的女婿福屋隆兼处度过了余生。